# Constantin Bedreag
Constantin Bedreag (n. 5 august 1883, Rusca, județul Vaslui – 23 ianuarie 1965, Iași) a fost un fizician român. A studiat principiul homologiei și sistematica elementelor chimice.

## Biografie
A fost membru titular al Academiei de Științe din România începând cu 20 decembrie 1938.

## Decorații
- Semnul Onorific „Răsplata Muncii pentru 25 ani în Serviciul Statului” (13 octombrie 1941)[3]